# Phân biệt chống lại người Indonesia gốc Hoa
Phân biệt chống lại người gốc Hoa ở Indonesia đã được ghi nhận sớm nhất là năm 1740, khi chính quyền thuộc địa Hà Lan đã giết 10.000 Hoa kiều trong cuộc Thảm sát Batavia 1740. Sau đó đã có những ghi nhận về sự phân biệt đối xử và bạo lực của cả chính phủ Indonesia và chính phủ thực dân. Những cuộc bạo động tồi tệ nhất xảy ra vào năm 1998 khi hàng trăm Hoa kiều bị giết và hàng tá người khác bị cưỡng hiếp trong cuộc nổi loạn tháng 5 năm 1998 ở Indonesia.
Việc phân biệt đối xử có thể dưới các dạng bạo hành, xỉ nhục, thậm bằng các điều luật. Vì vậy, những người Indonesia gốc Hoa đã bị khủng hoảng tâm lý, không được thừa nhận bởi cả người Indonesia bản xứ lẫn người Trung Quốc đại lục.

## Các dạng

### Bạo hành
Bạo hành chống lại người Indonesia gốc Hoa thông thường chỉ giới hạn trong bất động sản như nhà máy và cửa hàng. Tuy nhiên vẫn tồn tại những cuộc hành hung và giết người, ví dụ ở Batavia năm 1740, ở Tangerang năm 1946, trong suốt giai đoạn sau Hành động ngày 30 tháng 9, và trong suốt Nổi loạn tháng 5 năm 1998 ở Indonesia
Người Indonesia gốc Hoa trở thành "những kẻ giơ đầu chịu báng điển hình" (the typical scapegoat) ở những nơi mà bất ổn xã hội bùng phát thành bạo lực. Việc có những người bị đối xử bất công như thế đã trở nên ngày càng dễ thấy kể từ khi Indonesia giành được độc lập.

### Ngôn ngữ
Những từ miệt thị người gốc Hoa đã xuất hiện trong ngôn ngữ đại chúng ở Indonesia, ở cả cấp độ địa phương và toàn dân. Ví dụ, từ Cina đã được sử dụng từ năm 1967 thay thế cho từ vốn thông dụng trước đó Tionghoa, nó được hiểu là có nghĩa tiêu cực tương tự với từ inlander (người bản địa) chỉ người bản xứ Indonesia và từ Nigger (mọi đen) chỉ người gốc Phi. Từ Tionghoa đã được sử dụng lại sau khi bắt đầu Cải cách. Nhưng sau này từ Cina không được coi là tiêu cực bởi các thế hệ trẻ của người Hoa ở Indonesia. Tuy nhiên cách đánh vần quốc tế từ China có h vẫn được chấp nhận rộng rãi hơn.
Ở các địa phương khác nhau, các thuật ngữ khác nhau được dùng phản ánh những sự rập khuôn thông thường. Ví dụ các từ sau được sử dụng ở Surakarta:
| Từ            | Nghĩa                    |
| ------------- | ------------------------ |
| Porsi Cina    | Phần thức ăn lớn nhất    |
| Mambu Cina    | Đồ mới mua               |
| Tangisan Cina | Giả tạo, nước mắt cá sấu |

## Lịch sử
1. ↑  Tan 2008, tr. 241
2. ↑  Tan 2008, tr. 239–248
3. ↑  Tan 2008, tr. 239
4. ↑  Setiono 2008, tr. 986–987
5. ↑  Kinasih 2007, tr. 111